# 拉姆·維拉斯·帕斯萬

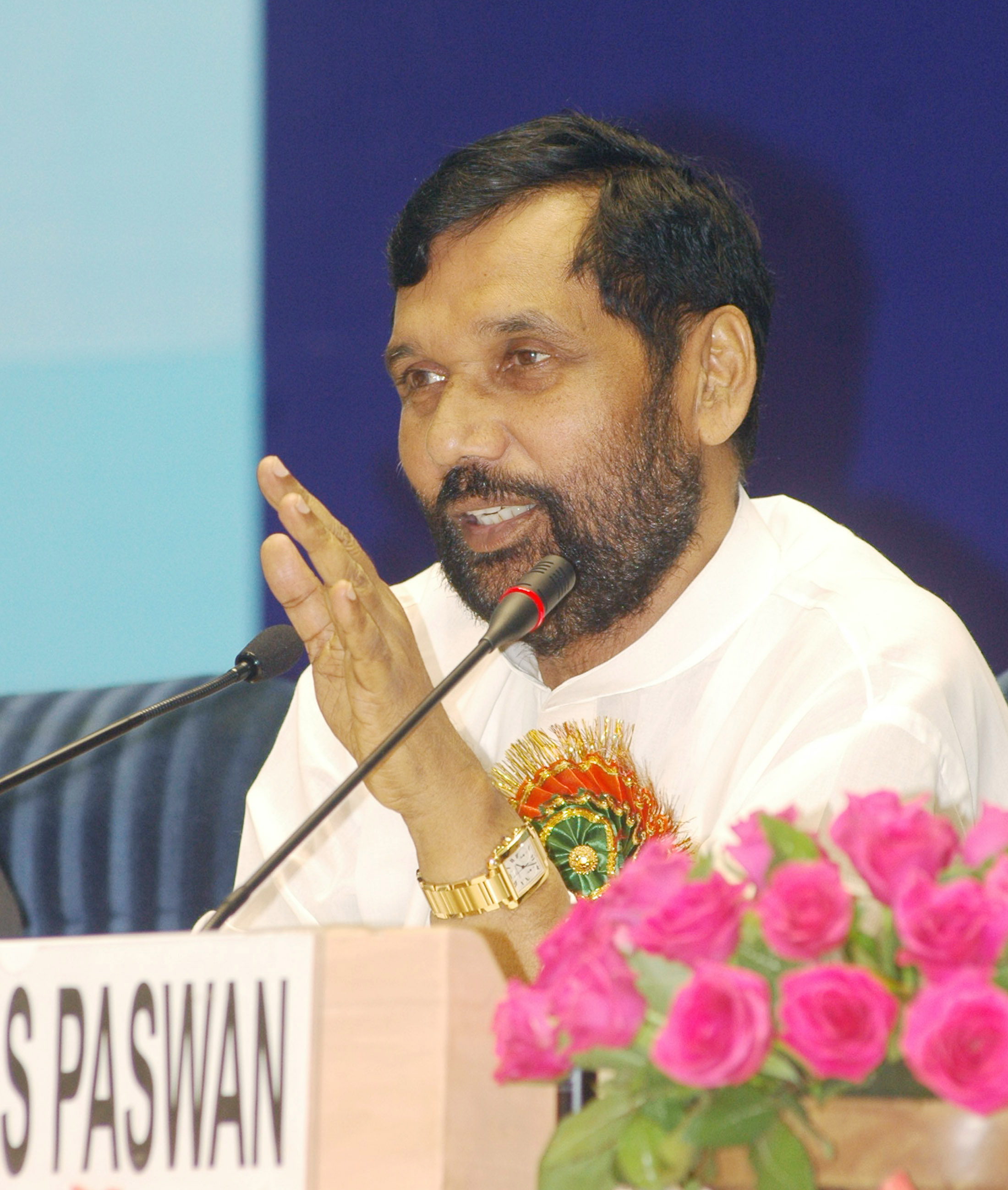

拉姆·維拉斯·帕斯萬（Ram Vilas Paswan，1946年7月5日—2020年10月8日），是印度消費者事務部部長，曾作為人民力量黨（Lok Janshakti Party）領導人參加2014年印度大選。